# Петрова Буда
Петрова Буда (рос. Петрова Буда) — село в Гордієвському районі Брянської області Російської Федерації.
Населення становить 356 осіб. Входить до складу муніципального утворення Петровобудське сільське поселення.

## Історія
Розташоване на території української історичної землі Стародубщина.
Засноване в середині XVIII століття як володіння Якова Тарновського (початкова назва — Борковка); до 1781 входило в Новоміську сотню Стародубського полку Гетьманщини.
У 1779 році П. В. Завадовським за 1 км від Борківки було засновано село Петрівка (Петрова слобода), куди перейшло майже все населення Борківки. Пізніше обидва поселення, що належали Завадовському, злилися докупи; об'єднане село деякий час мало дві назви. З 1782 по 1921 рр. у Суразькому повіті (з 1861 — центр Петровобудської волості); 1921—1929 рр. — у Клинцовському повіті (до 1924 — волосний центр, потім у Ущерпській волості). З 1929 року у Гордієвському районі, а в період його тимчасового розформування — у Клинцовському (1963—1966), Красногірському (1967—1985) районах.
Від 2005 року входить до складу муніципального утворення Петровобудське сільське поселення.

## Населення
| 2010 | 2013 |
| ---- | ---- |
| 437  | ↘356 |